# Angelo Mercuriali
Angelo Mercuriali (Ferrara (Emília-Romanya), 17 d'octubre, 1909 – Milà (Llombardia), 17 de desembre de 1999), va ser un tenor italià.

## Biografia
Tenor líric d'un timbre preciós, cant suau, definit també afectuosament com la "veu d'un àngel", va estudiar cant amb el mestre Aldo Malagodi. Va debutar el 23 de desembre de 1932 al Teatre Verdi de Ferrara en el paper de Lord Arturo a Lucia di Lammermoor de Gaetano Donizetti. Després d'un llarg període d'aprenentatge en papers secundaris, va ser contractat al "Teatro della Moda" de Torí el 18 de maig de 1939 per a l'òpera Cyrano de Bergerac de Franco Alfano. El mateix any va debutar al "Teatro alla Scala" de Milà amb l'òpera Conchita de Riccardo Zandonai al costat de la mezzosoprano Gianna Pederzini. Això va suposar l'inici d'un llarg període de col·laboració amb el teatre milanès que va durar trenta anys per al tenor de Ferrara.
Durant la seva llarga carrera, Mercuriali va interpretar 254 papers en 197 òperes, cantant al costat de grans intèrprets com Beniamino Gigli, Maria Callas, Renata Tebaldi, Magda Olivero, Franco Corelli, Giuseppe Di Stefano, Mario Del Monaco, Ettore Bastianini, etc. El 1936 es va casar amb la soprano lírica Lina Paletti. La seva darrera aparició a l'escenari va tenir lloc una nit emotiva el 17 d'octubre de 1999 (el seu noranta aniversari) al "Politeama Verdi" de Carrara, on va interpretar el paper de l'emperador Altoum a Turandot de Giacomo Puccini. Són nombrosos els enregistraments on s'escolta la veu del tenor ferrarenc. Era un actor secundari de luxe.